# Dinopium
Dinopium é um género de aves da família dos pica-paus. As aves deste género distribuem-se pelo Sul e pelo Sueste da Ásia.
O nome comum para as aves deste género é pica-pau-incandescente.

## Lista de espécies
O género Dinopium compreende actualmente 5 espécies:
- Pica-pau-incandescente-dos-himalaias, Dinopium shorii
- Pica-pau-incandescente-comum, Dinopium javanense
- Pica-pau-incandescente-filipino, Dinopium everetti
- Pica-pau-incandescente-indiano, Dinopium benghalense
- Pica-pau-incandescente-vermelho, Dinopium psarodes